# Station Pittem
Station Pittem is een voormalig spoorwegstation aan spoorlijn 73 in de Belgische plaats Pittem. Het station was in gebruik van 1880 tot 1984.
Op 25 maart 1880 werd het station geopend nabij de 18e-eeuwse steenweg Posterij - Tielt. Het gedeelte van deze steenweg tussen Pittem en het station werd in 1890 voor het eerst Statiestraat genoemd; later werd dit de Stationsstraat. Tot 1 oktober 1916 droeg het station nog de naam Pitthem.
Het stationsgebouw had drie traveeën en twee verdiepingen, met aan weerszijden lagere aanbouwen. Op 3 juni 1984 werd het station gesloten; het stationsgebouw is rond die tijd afgebroken.

## Aantal instappende reizigers
De grafiek en tabel geven het gemiddeld aantal instappende reizigers weer op een week-, zater- en zondag.
| Tabel: aantal instappende reizigers station Pittem | Tabel: aantal instappende reizigers station Pittem | Tabel: aantal instappende reizigers station Pittem | Tabel: aantal instappende reizigers station Pittem |
|                                                    | Weekdag                                            | Zaterdag                                           | Zondag                                             |
| -------------------------------------------------- | -------------------------------------------------- | -------------------------------------------------- | -------------------------------------------------- |
| 1977                                               | 12                                                 | 0                                                  | 0                                                  |
| 1978                                               | 5                                                  | 0                                                  | 0                                                  |
| 1979                                               | 31                                                 | 0                                                  | 0                                                  |
| 1980                                               | 17                                                 | 0                                                  | 0                                                  |
| 1981                                               | 29                                                 | 0                                                  | 0                                                  |
| 1982                                               | 34                                                 | 0                                                  | 0                                                  |
| 1983                                               | 20                                                 | 0                                                  | 0                                                  |

0: Deinze ·
4,5: Grammene ·
6,2: Wontergem ·
8,3: Aarsele ·
15,6: Tielt ·
20,1: Pittem ·
24,0: Ardooie-Koolskamp ·
26,5: Kortekeer ·
31,7: Lichtervelde ·
37,7: Kortemark ·
40,5: Handzame ·
43,7: Zarren ·
47,9: Esen ·
50,4: Diksmuide ·
52,0: Kaaskerke ·
54,8: Oostkerke ·
62,4: Avekapelle ·
65,5: Veurne ·
66,9: Koksijde ·
70,5: De Panne